# Stanisław Jaskułka
Stanisław Jaskułka (Polonia, 25 de agosto de 1958) es un atleta polaco retirado especializado en la prueba de salto de longitud, en la que consiguió ser medallista de bronce europeo en pista cubierta en 1980.

## Carrera deportiva
En el Campeonato Europeo de Atletismo en Pista Cubierta de 1980 ganó la medalla de bronce en el salto de longitud, con un salto de 7.85 metros, tras el alemán Winfried Klepsch  y el yugoslavo Nenad Stekić  (plata con 7.91 metros).